# 堺打刃物
堺打刃物（さかいうちはもの）とは、大阪府堺市、大阪市およびその周辺地域で発達した鍛造技術と研ぎの技術による製法で作られる刃物製品。包丁や鋏が挙げられる。経済産業大臣指定伝統的工芸品。「堺刃物」と「堺打刃物」は「堺刃物商工業協同組合連合会」の登録商標。

## 歴史
堺に鍛鉄技術が伝わったのは、5世紀の古墳造営の時期とされ、平安時代末期からは刀製造として引き継がれた。室町時代の頃には南蛮貿易を通じて堺から国内に輸入された煙草を刻む煙草包丁が天正年間ごろから堺周辺で生産された。天文12年（1543年）にポルトガル人によって鉄砲を始めとして、煙草などの南蛮渡来品が国内に伝わる。当時の堺は、その後に国内でも生産される鉄砲の産地として織田信長をはじめとする権力者にも注目されるほど鉄工の技術力が高く、煙管用にたばこを細く糸状に刻む切れ味の鋭い刃物の技術は注目されてきた。
江戸時代には徳川幕府が品質の高さを認め、他の産地のものと区別するため、極印「堺極」を附して専売し、全国に普及する。江戸時代中期の元禄時代に出刃包丁などの包丁を堺の鍛冶職人が開発し、現在の包丁の種類がほぼ出そろう。プロの料理人が使う包丁では90％近いシェアを誇る。

## 製造工程
堺打刃物の製造工程は大きく分けて鍛冶、研ぎ、柄付けの3工程があり、それぞれの職人が専門の技術をもって生産する分業制である。
鍛冶の工程では地金（軟鉄）と刃金（鋼）の2種類の異なる鋼材を接着する刃金付け、整形した熱い包丁種を徐々に熱を冷ます焼きなまし、750～800度に加熱して水に浸けて一気に冷す焼き入れ、さらに包丁種を再び炉に入れ160～180度にする焼き戻しなど、刃金の硬度を高めて切れ味を鋭くするとともに、地金に粘りを持たせて欠けにくい刃にする鍛造技術を備える。研ぎの工程でタガネで微妙な歪みを取る工程は堺独特のもので他の産地では行われない。